# Volpara
Volpara es una comuna de 132 habitantes de la provincia de Pavia. Se encuentra sobre las colinas altas en la región de Oltrepò Pavese, en el valle del río Versa. Volpara forma  parte de la Comunidad montañesa de Oltrepò Pavese.

## Historia
Volpara fue fundada probablemente alrededor del año 1000 de por el conde de Piacenza Lanfranco, pasando luego a su hijo Hubert, Conde de Pombia, que posteriormente en 1014 la ciudad fue tomada por el emperador Enrique II del Sacro Imperio Romano Germánico para su adhesión a la rebelión de Arduino d'Ivrea. También hay registros de Volpara en el año 1250 en la lista de territorios bajo el dominio de Pavia, que para ese entonces pertenecía al feudo de Montecalvo Versiggia y luego pasó de Beccaria de Montebello a Dal Pozzo y finalmente a Belcredi quien los mantuvo hasta la abolición del feudalismo en 1797.

## Evolución demográfica
| Gráfica de evolución demográfica de Volpara entre 1861 y 2001 |
|                                                               |
| Fuente ISTAT - Gráfica elaborada por Wikipedia                |